# Stenia desumptalis
Stenia desumptalis là một loài bướm đêm trong họ Crambidae.